# Entephria ignorata
Entephria ignorata är en fjärilsart som beskrevs av Otto Staudinger 1892. Entephria ignorata ingår i släktet Entephria och familjen mätare. Inga underarter finns listade i Catalogue of Life.